# Падалка Василь
Василь Пáдалка (23 березня 1888 — 8 червня 1977, США) — майор Армії УНР, учасник Другого зимового походу.

## Життєпис
1921 року взяв участь у Другому зимовому поході у складі Волинської повстанської групи. Призначений Юрієм Тютюнником заступником командира кінного полку сотника Маркевича. Згодом увійшов до окремого відділу поручника Гопанчука, а невдовзі й очолив цей відділ. 21 листопада сотник Падалка наблизився до Києва на дві години ходу. Він вислав до столиці підхорунжого Суського та підстаршину Попика з метою розвідати, де перебувають полонені учасники Листопадового рейду та чи можна їх визволити. Повернувся до Польщі на початку другої декади грудня.
Згодом емігрував до Чехословаччини, де закінчив Українську господарську академію в Подєбрадах. У 1922 та 1934 роках нелегально приїздив до Києва. Передавши розпорядження зв'язковим з Дубовичів, Кролевця та Конотопу, повертався за кордон.
У 1943 році під час Німецько-радянської війни Василь Падалка разом з Григорієм Маслівцем опинились у Харкові, де розшукали дружину генерала Тютюнника Віру Андріївну і допомогли їй переправити усю родину до Німеччини.
1 лютого 1961 року наказом № 6 «по Війську УНР» підвищений до звання майора Армії УНР (починаючи з 1 серпня 1923 року).
Помер 8 червня 1977 року в США, похований на українському цвинтарі святого Андрія Первозванного у Саут-Баунд-Бруку.